# Paul-Louis Courier
Paul-Louis Courier o més exactament Paul-Louis Courier de Méré, (París, 4 de gener de 1773- Véretz (Indre-et-Loire), 10 d'abril de 1825) va ser un escriptor polemista francès que morí assassinat.
Segons va dir Stendhal ell era « l'homme le plus intelligent de France » (l'home més intel·ligent de França).

## Biografia
Era fill Jean-Paul Courier, un ric burgès erudit propietari del feu de Méré a la Turena i de Louise-Élisabeth de Montdeville. Els seus pares es van casar anys després del seu naixement.
L'any 1764, Jean-Paul Courier havia estat víctima del duc d'Olonne, senyor arruïnat de la famille des Montmorency-Luxembourg, on ell havia estat amant de la seva esposa i el duc havia intentat assassinar-la.
El seu fill va estudiar a París matemàtiques i literatura grega (preferia aquesta segona). Entrà a l'escola militar d'artilleria de Châlons-sur-Marne (actualment Châlons-en-Champagne) i l'any 1793, aquest curs va quedar interromput davant l'avanç de l'exèrcit prussià i Jean-Paul Courier participà en l'exèrcit francès durant la Revolució francesa.
Va combatre en diverses campanyes militars, sobretot Itàlia, del 1798 al 1799 i del 1806 al 1807, i a Alemanya, el 1809. Però detestava la guerra en general i no era gens partidari de Napoleó I., Courier va donar prova del seu interès permanent per la qüestió social. Era liberal i anticlerical.
Va ser ferit a la batalla de Wagram (1809). A partir de llavors es retirà definitivament de la vida militar per dedicar-se completament a la filologia clàssica i a la vida al camp, a Véretz (Indre i Loira).
Va iniciar la seva activitat de pamfletista després de la segona restauració dels Borbons de França. A través de cartes i opuscles va esdevenir un dels adversaris més temuts del govern de la Restauració. El primer d'aquests libels Pétition aux deux chambres (1816), exposava el patiment dels camperols sota la reacció reialista. El 1819 per haver estat refusada la seva candidatura a l'Académie des inscriptions et belles-lettres, va escriure la Lettre à Messieurs de l'Academie des Inscriptions et Belles-Lettres (1819). A aquesta li varen seguir (1819-1820) una sèrie de cartes polítiques d'extraordinària potència publicades a 'Le Censeur Européen'.
A la proposta, del 1821, de reglar la finca de Chambord al duc de Bordeus, Courier s'hi va rebel·lar escrivint el seu magistral Simple discours de Paul-Louis, vigneron de la Chavonnière. A causa d'aquest escrit va ser processat i condemnat a dos mesos de presó i a una multa de 300 francs. El 1823 va aparèixer el Livret de Paul-Louis, vigneron, seguit el 1824 pel seu famós Pamphlet des pamphlets, considerat pel seu biògraf, Armand Carrel, com el seu “cant del cigne”.
Magistral des del punt de vista estilístic i de documentació, també són seves les Lettres de France et d'Italie, referides al període de les campanyes militars a Itàlia.
Courier va ser assassinat el 10 d'abril de 1825, per un cop de fusell al bosc de Larçais. No se sap amb certesa qui va ser-ne l'autor ni si va ser un assassinat polític.

## Obres
- Lettre à M. Renouard, libraire, 1810
- Pétition aux deux chambres, 1816;
- Lettres au rédacteur du Censeur, 1819-1820;
- Lettre à Messieurs de l'Académie, 1819;
- Lettres particulières, 1820;
- Simple discours de Paul-Louis, vigneron de la Chavonnière, aux membres du Conseil de la commune de Véretz... pour l'acquisition de Chambord, 1821;
- Aux âmes dévotes de la paroisse de Véretz, 1821;
- Procès de Paul-Louis Courier, vigneron, 1821;
- Pétition pour des villageois que l'on empêche de danser, 1822;
- Livret de Paul-Louis, vigneron, à Paris, 1823;
- Gazette du village, 1823;
- Pamphlet des pamphlets, 1824;
- Lettres de France et d'Italie.